# اوهاما کاگه‌تاکا
اوهاما کاگه‌تاکا ((به ژاپنی: 小浜景隆 Ohama Kagetaka); تولد ۱۵۴۰ – مرگ ۱۵۹۷ میلادی - یک دزد دریایی در دوره سنگوکو و دوره آزوچی-مومویاما در ژاپن بود.